# Incheon-Fußballstadion
Das Incheon-Fußballstadion (kor. 인천축구전용경기장, auch Sungui Arena Park) ist ein Fußballstadion in der südkoreanischen Stadt Incheon, Provinz Gyeonggi-do. Seit dem 11. März 2012 trägt Incheon United seine Heimspiele in der Arena aus. Das Fußball-Franchise spielt aktuell (2016) in der K League Classic, der höchsten Spielklasse Südkoreas.
Vor dem Neubau des Stadions stand das altehrwürdige Incheon-Sungeui-Stadion an dieser Stelle, bevor es abgerissen und durch das Incheon-Fußballstadion ersetzt wurde. Das Stadion war eines der Austragungsorte der Fußballturniere der Männer und der Frauen bei den Asienspielen 2014. Es bietet den Besuchern 20.891 Plätze. Die Dachkonstruktion überspannt hufeisenförmig die doppelstöckige Haupt- wie auch die Gegentribüne sowie die einstöckige Hintertortribüne im Süden. Die Nordseite liegt offen.

## Galerie

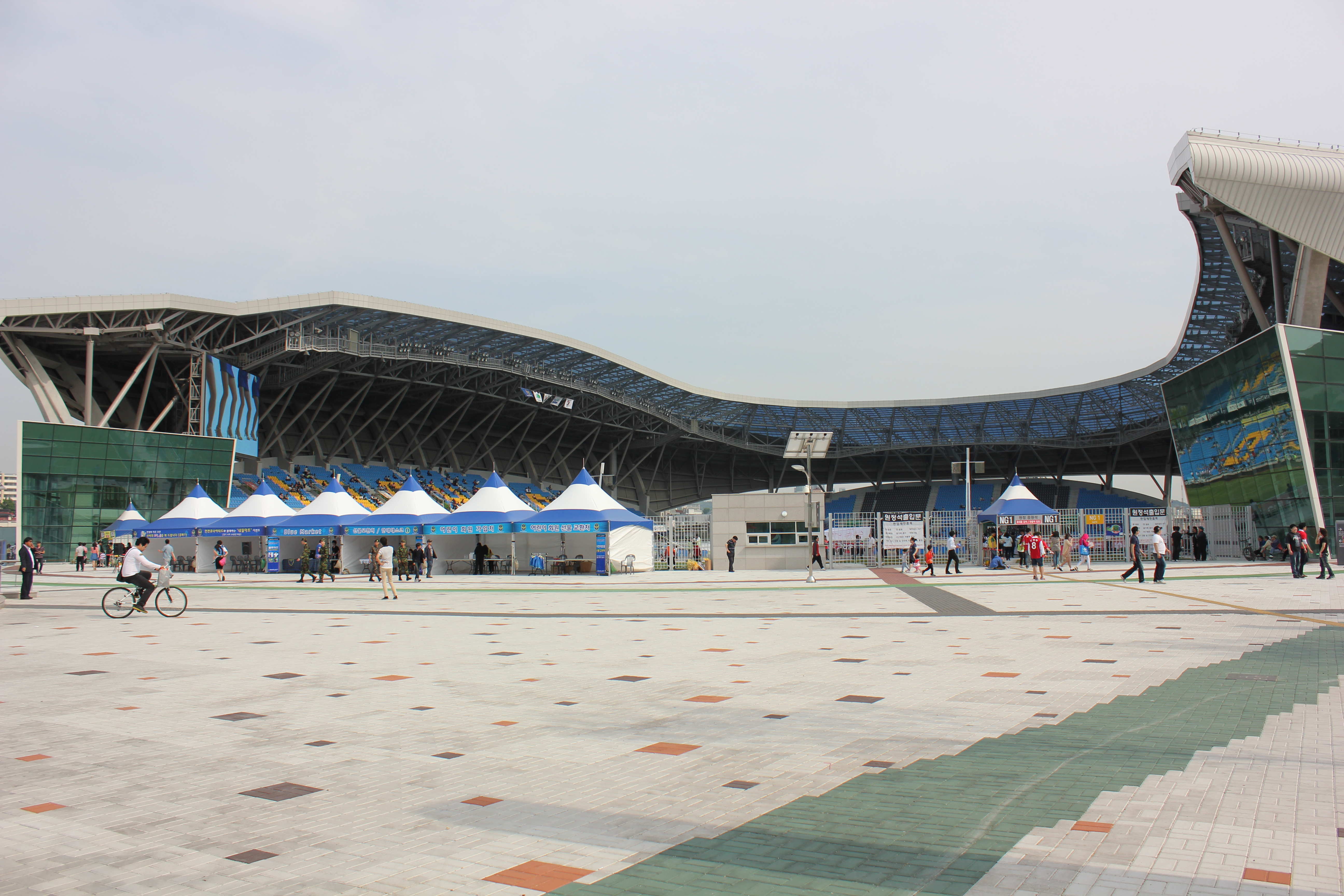
Die offene Stadionseite am Nordende
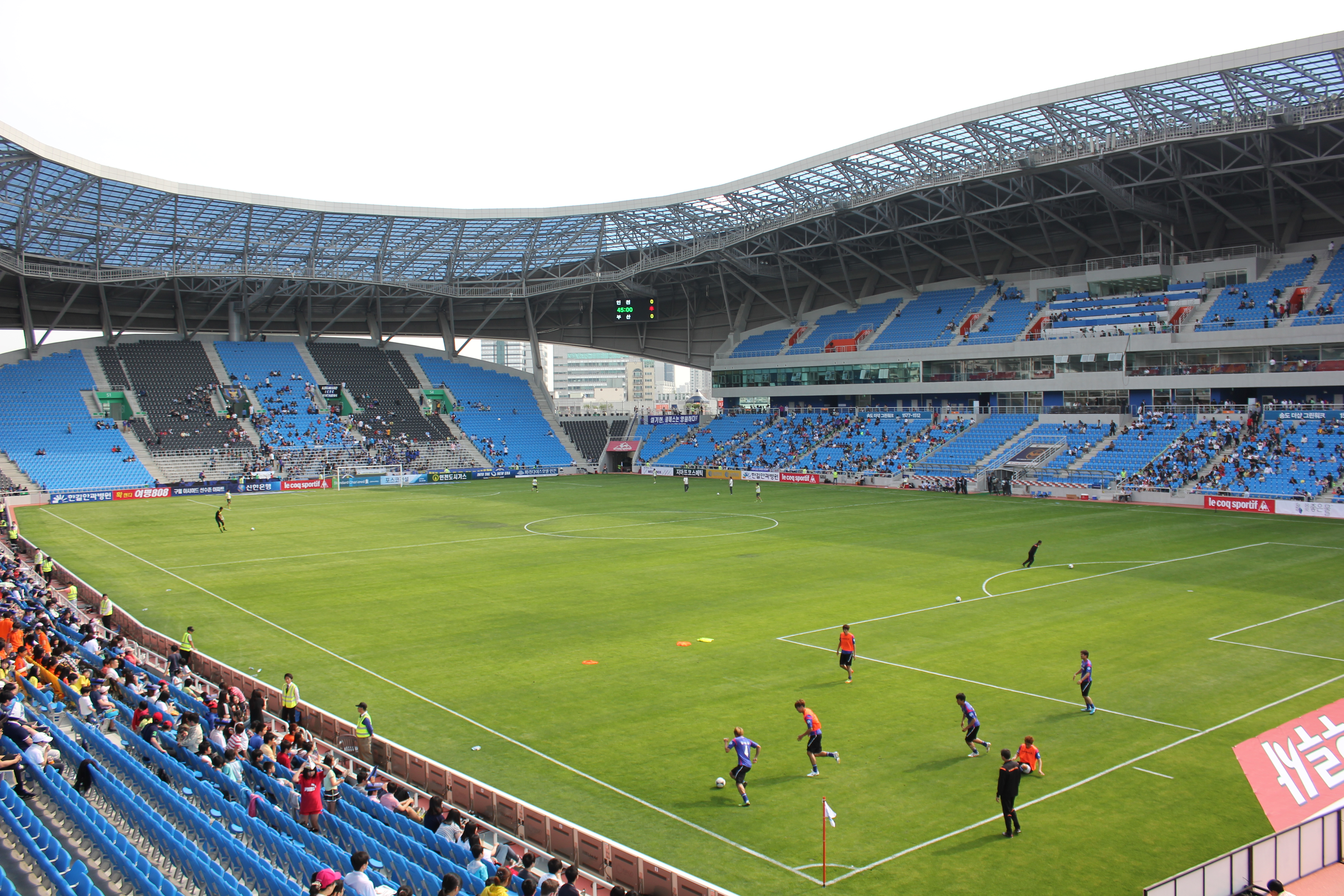
Die Haupttribüne (rechts) und die überdachte Hintertortribüne im Süden
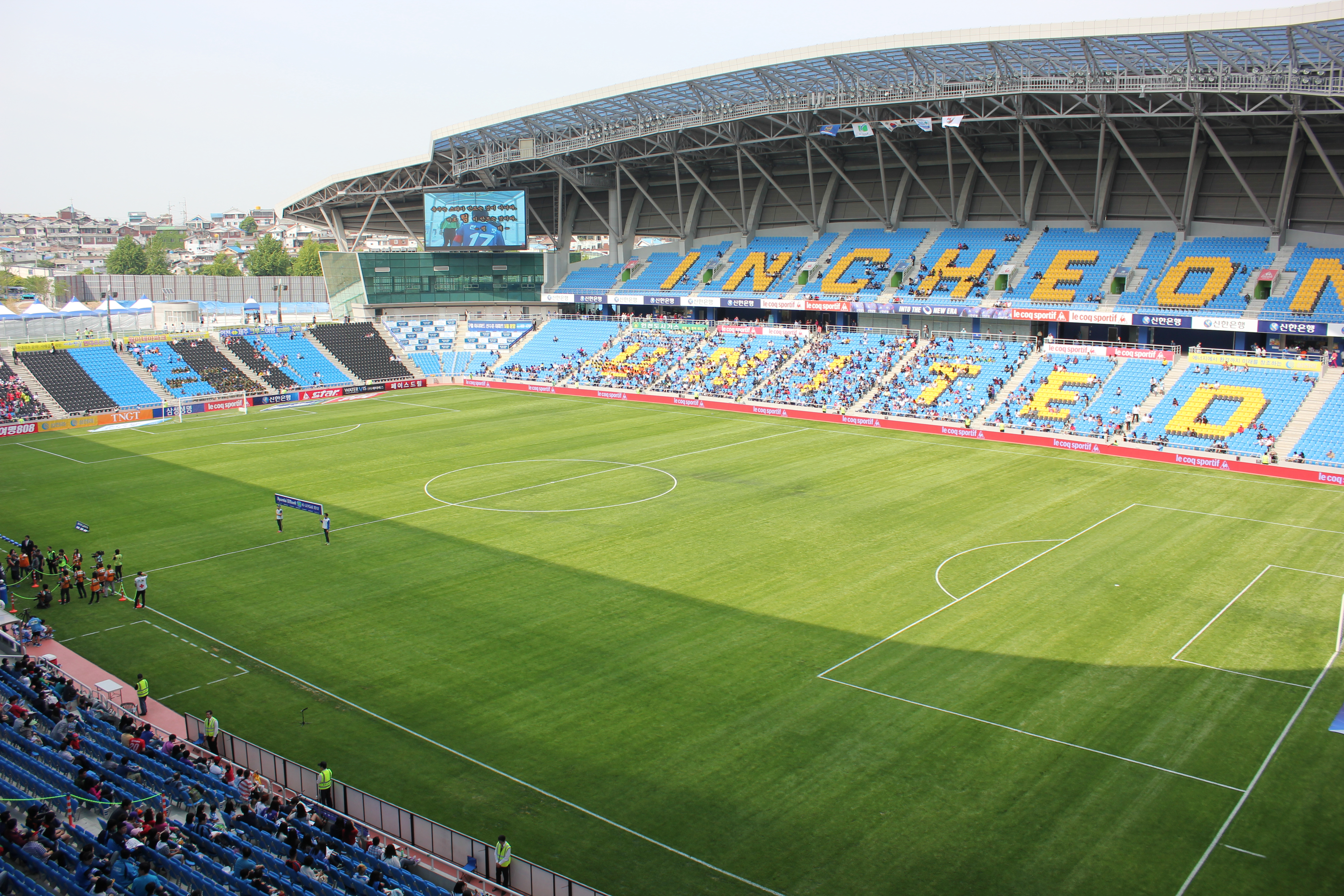
Nordtribüne unter freiem Himmel und die Gegentribüne
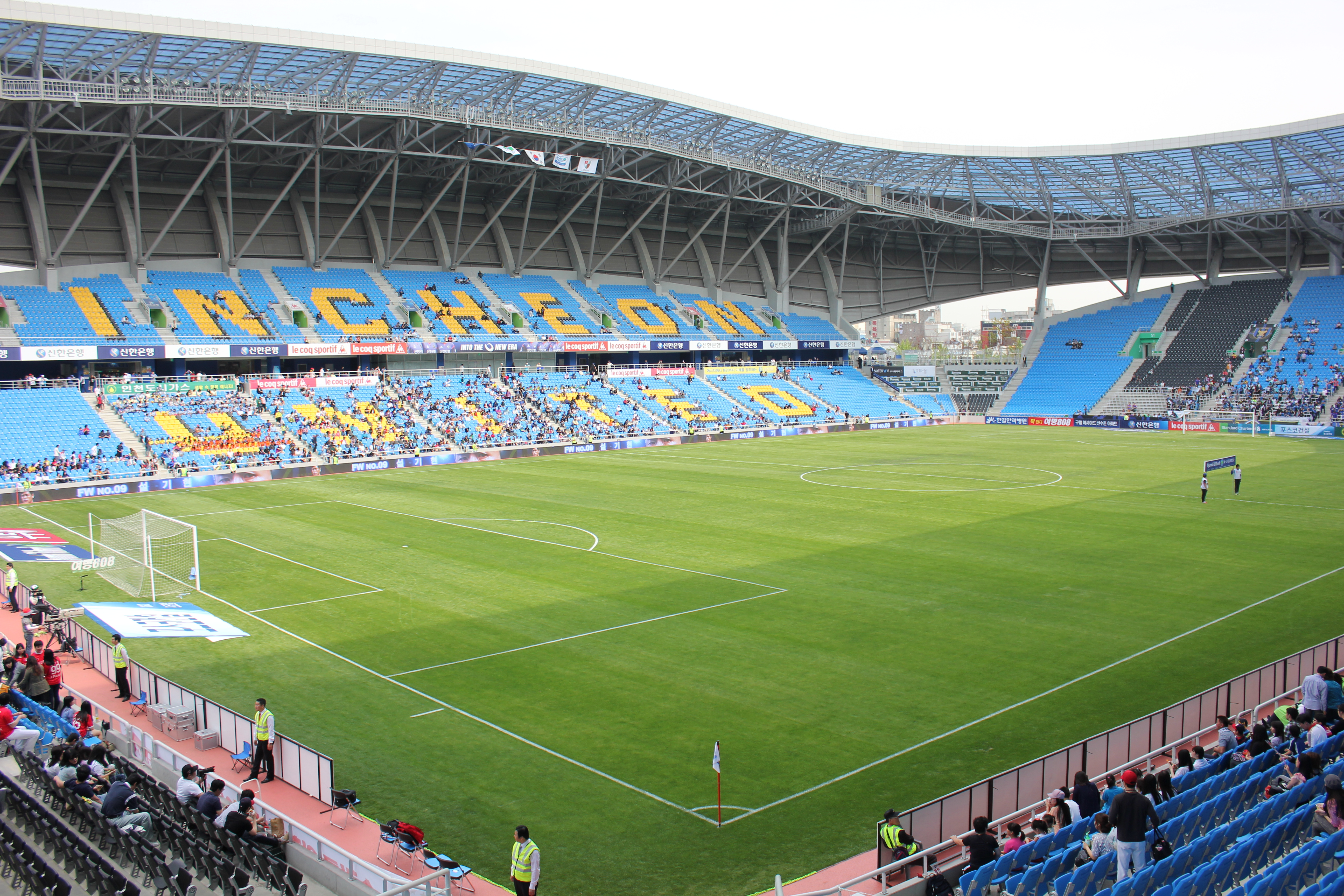
Die Gegentribüne im Osten (links) und der Südrang